# Lime Salted Love
Lime Salted Love är en amerikansk dramafilm från 2006 skriven och regisserad av Danielle Agnello och Joe Hall.

## Handling
En film om övergivenhet, skuld, missbruk och psykisk smärta.

## Om filmen
Filmen spelades in den 4-22 juni 2005 i Los Angeles och hade världspremiär den 1 december 2006 vid Whistler Film Festival i Kanada.

## Rollista
- Kristanna Loken - Zepher Genesee
- Joe Hall - Chase Triebel
- Danielle Agnello - Ellie Trillino
- David J. O'Donnell - David Triebel
- Kate del Castillo - Isabella Triebel
- George Castaneda - Slink
- Billy Drago - Zephyrs styvfar
- Jackson Brundage - Charlie

## Utmärkelser
- 2008 - New York International Independent Film & Video Festival - Bästa regidebut, Danielle Agnello och Joe Hall
- 2008 - New York International Independent Film & Video Festival - Bästa kvinnliga biroll, Kristanna Loken
- 2008 - New York International Independent Film & Video Festival - Bästa arthousespelfilm, Joe Hall och Danielle Agnello